# Alexandria Mills
Alexandria Mills (Shepherdsville, 26 de fevereiro de 1992) é uma modelo norte-americana coroada como Miss Mundo 2010, em 30 de outubro de 2010 na China.
Com apenas 18 anos de idade, ela foi a terceira candidata dos Estados Unidos a vencer o concurso.

## Biografia
Nascida em Shepherdsville, ela cresceu na cidade de Louisville, no Kentucky. Segundo a revista espanhola Hola, na época em que foi Miss Mundo ela gostava de fotografia e de canto. Futuramente, segundo a publicação, ela queria estudar fotografia arquitetônica ou paisagismo. A revista também reportou que seu sonho era "viajar pelo mundo todo".
Ela se casou em novembro de 2012 e se mudou para a cidade de Bardstown em março de 2013 com o marido.

## Participação em concursos de beleza

### Miss Mundo
Mills foi indicada para o Miss Mundo pela agência Elite, detentora da franquia Miss Mundo nos EUA até 2011. Na época, ela tinha 18 anos de idade, recém havia terminado o ensino médio e sonhava em ser professora.
Na China, ela derrotou candidatas de outros 114 países, na maior edição do concurso já realizada, e recebeu a coroa das mãos da gibraltina Kaiane Aldorino, Miss Mundo 2009, tornando-se a 60ª coroada na história do concurso.
Semanas depois de vencer, ela voltou para Louisville, onde foi recebida pelo então prefeito Jerry Abramson, de quem ganhou o Prêmio Cidadã de Destaque. Segundo o político, "ela será uma tremendo embaixadora para Louisville em todo o mundo".

### Controvérsia
Pouco tempo depois de eleita Miss Mundo 2010, fotos nuas de Alexandria teriam circulado na Internet e houve boatos de que ela poderia perder o título. Também houve rumores de que as fotos haviam sido divulgadas por um ex-namorado.  No entanto, nada sobre o assunto ficou totalmente esclarecido.

## Vida após o Miss Mundo
Em abril de 2016, ela foi uma das convidadas para a cerimônia de premiação da Julia Morley com o Variety Humanitarian Award nos EUA.
Em novembro de 2011 seu namorado Frank Hibbs a pediu em casamento enquanto visitavam a Abadia de Westminster. "Ele se ajoelhou e disse: 'Alexandria, você me fará o homem mais feliz do mundo se casar comigo'."
Ela leva uma vida discreta na cidade de Bardstown, sendo pouco assídua nas redes sociais ou citada na imprensa.